# Futbol'nyj Klub Dnipro 2015-2016
Questa voce raccoglie le informazioni riguardanti il Futbol'nyj Klub Dnipro nelle competizioni ufficiali della stagione 2015-2016.

## Stagione
Nella stagione 2015-2016 il FK Dnipro ha disputato la Prem"jer-liha, massima serie del campionato ucraino di calcio, terminando la stagione al terzo posto con 53 punti conquistati in 26 giornate, frutto di 16 vittorie, 5 pareggi e 5 sconfitte. Il 31 marzo 2016 l'organo di controllo finanziario dei club della UEFA, il CFCB, ha comunicato l'esclusione del Dnipro dalle competizioni UEFA per le successive tre stagioni, escludendolo così dalla possibilità di accedere alla fase a gironi della UEFA Europa League 2016-2017. Nella Coppa d'Ucraina è sceso in campo a partire dai sedicesimi di finale: dopo aver eliminato prima il Balkany Zorja, poi l'Olimpik Donec'k e nei quarti lo Stal' Kamians'ke, ha raggiunto le semifinali dove è stato eliminato dallo Zorja Luhans'k. In UEFA Europa League è sceso in campo nella fase a gironi: sorteggiato nel girone G assieme a Lazio, Saint-Étienne e Rosenborg, ha concluso il girone al terzo posto con sette punti conquistati, venendo così eliminato dalla competizione.

## Rosa
| N. |                       | Ruolo | Calciatore             |
| -- | --------------------- | ----- | ---------------------- |
| 2  | Romania (bandiera)    | D     | Alexandru Vlad         |
| 3  | Ucraina (bandiera)    | C     | Volodymyr Adamjuk      |
| 5  | Ucraina (bandiera)    | D     | Vitalij Mandzjuk       |
| 6  | Belgio (bandiera)     | C     | Danilo                 |
| 7  | Georgia (bandiera)    | C     | Jaba K'ank'ava         |
| 7  | Costa Rica (bandiera) | C     | John Jairo Ruiz        |
| 8  | Ucraina (bandiera)    | C     | Edmar                  |
| 9  | Croazia (bandiera)    | A     | Nikola Kalinić         |
| 9  | Ucraina (bandiera)    | C     | Serhij Nazarenko       |
| 10 | Ucraina (bandiera)    | C     | Roman Bezus            |
| 11 | Ucraina (bandiera)    | A     | Jevhen Selezn'ov       |
| 12 | Brasile (bandiera)    | C     | Léo Matos              |
| 13 | Ucraina (bandiera)    | P     | Danylo Kučer           |
| 14 | Ucraina (bandiera)    | D     | Jevhen Čeberjačko      |
| 15 | Ucraina (bandiera)    | D     | Dmytro Čyhryns'kyj     |
| 16 | Rep. Ceca (bandiera)  | P     | Jan Laštůvka           |
| 18 | Ucraina (bandiera)    | A     | Roman Zozulja          |
| 19 | Georgia (bandiera)    | C     | Aleksandre K'obakhidze |
| 20 | Portogallo (bandiera) | C     | Bruno Gama             |

| N. |                    | Ruolo | Calciatore               |
| -- | ------------------ | ----- | ------------------------ |
| 22 | Croazia (bandiera) | D     | Ivan Tomečak             |
| 23 | Brasile (bandiera) | D     | Douglas                  |
| 24 | Ucraina (bandiera) | D     | Valerij Lučkevyč         |
| 25 | Ucraina (bandiera) | C     | Valerij Fedorčuk         |
| 28 | Ucraina (bandiera) | C     | Jevhen Šachov            |
| 29 | Ucraina (bandiera) | C     | Ruslan Rotan' (capitano) |
| 30 | Senegal (bandiera) | D     | Papa Gueye               |
| 36 | Brasile (bandiera) | D     | Anderson Pico            |
| 38 | Ucraina (bandiera) | A     | Oleh Kožuško             |
| 39 | Ucraina (bandiera) | D     | Oleksandr Svatok         |
| 44 | Ucraina (bandiera) | D     | Artem Fedec'kyj          |
| 71 | Ucraina (bandiera) | P     | Denys Bojko              |
| 77 | Ucraina (bandiera) | P     | Denys Šelichov           |
| 79 | Nigeria (bandiera) | C     | Michel Babatunde         |
| 89 | Ucraina (bandiera) | C     | Serhij Politylo          |
| 91 | Ucraina (bandiera) | P     | Ihor Varcaba             |
| 97 | Ucraina (bandiera) | C     | Andrij Blizničenko       |
| 99 | Brasile (bandiera) | A     | Matheus                  |

## Risultati

### UEFA Europa League

#### Fase a gironi
| Arbitro: | Arnold Hunter |

|                 |           |                      |
| Selezn'ov 90+4’ | Marcatori | 34’ Milinković-Savić |

| Arbitro: | Sébastien Delferière |

|  |           |               |
|  | Marcatori | 80’ Selezn'ov |

| Arbitro: | Alon Yefet |

|  |           |             |
|  | Marcatori | 44’ Hamouma |

| Arbitro: | Mattias Gestranius |

|                                         |           |  |
| Monnet-Paquet 38’ Berič 52’ Hamouma 65’ | Marcatori |  |

| Arbitro: | Gediminas Mažeika |

|                                       |           |          |
| Candreva 4’ Parolo 68’ Đorđević 90+3’ | Marcatori | 65’ Gama |

| Arbitro: | Stephan Klossner |

|                             |           |  |
| Matheus 35’, 60’ Šachov 79’ | Marcatori |  |

## Statistiche

### Statistiche di squadra
| Competizione       | Punti | In casa | In casa | In casa | In casa | In casa | In casa | In trasferta | In trasferta | In trasferta | In trasferta | In trasferta | In trasferta | Totale | Totale | Totale | Totale | Totale | Totale | DR  |
| Competizione       | Punti | G       | V       | N       | P       | Gf      | Gs      | G            | V            | N            | P            | Gf           | Gs           | G      | V      | N      | P      | Gf     | Gs     | DR  |
| ------------------ | ----- | ------- | ------- | ------- | ------- | ------- | ------- | ------------ | ------------ | ------------ | ------------ | ------------ | ------------ | ------ | ------ | ------ | ------ | ------ | ------ | --- |
| Prem"jer-liha      | 53    | 13      | 8       | 1       | 4       | 23      | 12      | 13           | 8            | 4            | 1            | 27           | 10           | 26     | 16     | 5      | 5      | 50     | 22     | +28 |
| Kubok Ukraïny      | -     | 3       | 3       | 0       | 0       | 8       | 3       | 4            | 3            | 0            | 1            | 6            | 2            | 7      | 6      | 0      | 1      | 14     | 5      | +9  |
| UEFA Europa League | -     | 3       | 1       | 1       | 1       | 4       | 2       | 3            | 1            | 0            | 2            | 2            | 6            | 6      | 2      | 1      | 3      | 6      | 8      | -2  |
| Totale             | -     | 19      | 12      | 2       | 5       | 35      | 17      | 20           | 12           | 4            | 4            | 35           | 18           | 39     | 24     | 6      | 9      | 70     | 35     | +35 |